# Большой Атиг
Большой Атиг (в верховье Песчаная, затем Белый Атиг) — река в России, протекает по Нижнесергинскому району Свердловской области. Устье реки находится в 67 км по правому берегу реки Серга. Длина реки составляет 29 км. Площадь водосборного бассейна — 202 км².
У истока носит название «Песчаная», затем, до впадения Чёрного Атига, носит название Белый Атиг. На реке имеется Атигский пруд.

## Притоки (км от устья)
- Печечная (пр)[2]
- Атигский пруд[2]

Листвянка (лв)
Глухова (пр)
Ситкин Ложок (лв)
- Журавлиха (лв)[2]
- 14-й км: Чёрный Атиг (пр)[2]
- Гураха (лв)[2]
- Скопчиха (пр)[2]
- Жерновка (пр)[2]

## Данные водного реестра
По данным государственного водного реестра России относится к Камскому бассейновому округу, водохозяйственный участок реки — Уфа от Нязепетровского гидроузла до Павловского гидроузла, без реки Ай, речной подбассейн реки — Белая. Речной бассейн реки — Кама.
Код объекта в государственном водном реестре — 10010201112111100020674.